# Thrasivoulos Zaimis

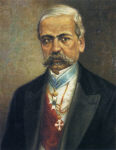
Thrasyvoulos Zaimis

Thrasivoulos Zaimis (griechisch Θρασυβούλος Ζαΐμης, * 29. Oktoberjul. / 10. November 1822greg. in Kalavrita (Achaia); † 27. Oktoberjul. / 8. November 1880greg.) war ein griechischer Politiker und Ministerpräsident.

## Familie und Studium
Zaimis war der Sohn des Freiheitskämpfers und Präsidenten der Provisorischen Regierung von 1826 bis 1827, Andreas Zaimis. Er absolvierte ein Studium der Rechtswissenschaften in Frankreich. Sein Sohn Alexandros Zaimis war ebenfalls Ministerpräsident des Königreichs Griechenland sowie Minister- und Staatspräsident der ersten Hellenischen Republik.

## Politische Laufbahn
Zaimis begann seine politische Laufbahn 1850 mit der Wahl zum Abgeordneten der Nationalversammlung (Voulí ton Ellínon). Diese wählte ihn im Laufe seiner Parlamentstätigkeit vier Mal zu ihrem Präsidenten.
Später war er mehrfach Minister in verschiedenen Regierungen. 1864 war er Repräsentant bei den Verhandlungen mit Großbritannien, die nach der Krönung von König Georg I. zu einem Anschluss der Ionischen Inseln an Griechenland führten.
Vom 25. Januarjul. / 6. Februar 1869greg. bis zum 9. Julijul. / 21. Juli 1870greg. sowie vom 28. Oktoberjul. / 9. November 1871greg. bis zum 25. Dezember 1871jul. / 6. Januar 1872greg. war er Ministerpräsident.